# Kola (Banja Luka)
Kola (szerbül: Кола), település Banja Luka községben, Bosznia-Hercegovinában, Bosanska krajina területén, a Szerb Köztársaságban. 

## Fekvése
Bosznia-Hercegovina északi részén, Banja Luka központjától légvonalban14, közúton 18 km-re délnyugatra, a Piskovica-hegységben, 375-520 méteres magasságban fekszik. Több településrészből áll. Beosztott falvai Gornja Kola, Džajići, Konatari, Plavšići, Sjutrašnjica, Zelence, Rekavice (Potok), Brda, Šljivno, Dobrnja és Gornja Rijeka.

## Népessége
| Nemzetiségi csoport | Népesség 1991 | Népesség 2013 |
| ------------------- | ------------- | ------------- |
| Szerb               | 2212          | 1242          |
| Bosnyák             | 1             | 1             |
| Horvát              | 0             | 1             |
| Jugoszláv           | 18            | 0             |
| Egyéb               | 10            | 5             |
| Összesen            | 2241          | 1249          |

## Története
A határában a Čardačište lelőhelyen talált római kori épületalapok tanúsága szerint itt már az ókorban fémmegmunkáló műhely működött. Ennek közelében pedig a középkorban jelentős lakosságú település állt, melynek temetője mintegy száz sírkővel máig fennmaradt.
A település 1878-ig tartozott az Oszmán Birodalomhoz, ekkor a berlini kongresszus határozata alapján az Osztrák-Magyar Monarchia része lett. 1879-ben az első osztrák-magyar népszámlálás során a Banja Luka-i járáshoz tartozó Kola településnek 286 háztartása és 1751 ortodox lakosa volt. 1910-ben a Banja Luka-i járáshoz tartozó Kola településen 338 háztartást, 2485 ortodox, egy katolikus és egy muszlim lakost találtak. A monarchia szétesésével 1918-ban előbb a Szerb-Horvát-Szlovén Királyság, majd 1929-től a Jugoszláv Királyság része. 1921-ben a Kola községnek összesen 358 háztartása és 2347 lakosa volt. Jugoszlávia megszállása után a Független Horvát Állam (NDH) része lett. A második világháború után a szocialista Jugoszláviához tartozott. A daytoni békeszerződést követő területfelosztásnál Banja Luka község részeként a Szerb Köztársaság területéhez került.

## Nevezetességei
- Az Úr mennybemenetele tiszteletére szentelt pravoszláv temploma.

- Az újabb templom közelében található az azonos titulusú régi fatemplom, mely a hagyomány szerint eredetileg Malbočon állt, arra azonban nincs adat, hogy mikor épült és mikor került a mai helyére. Petar Momirović szerint közvetett adatokból arra lehet következtetni, hogy a jelenlegi épület története a 18. század első felére nyúlik vissza. A Gomionice kolostor 1759-ben Moszkvában nyomtatott zsoltárában azt olvassuk, hogy ez a szent és lelkileg hasznos könyv a Kola faluból származó Laza Popović pap zsoltára, melyből arra lehet következtetni, hogy a templom már ekkor a mai helyén állt. Ugyancsak bizonyítéknak tekintik, hogy az ikonosztáz táblái téglaszínnel vannak írva, mint a hasonlóan régi Javoraniban álló templomban. Ami a jelenlegi helyzetet illeti, a templom nincs jó állapotban, és mielőbb meg kell tenni védőintézkedéseket. Úgy tűnik, hogy azóta, hogy az új templomot 1935-ben megépítették, a régit elhanyagolták. A templom alapszerkezete elkorhadt, a tető sérült, a zsindelyek elhasználódtak, sok helyen teljesen leestek. Az egyetlen rekonstrukció 1983-ban történt, amikor az eredeti megjelenése nagymértékben megváltozott. A koli fatemplom korának felbecsülhetetlen értékű építészeti alkotása. Ma már nemzeti műemlékké van nyilvánítva.[10]

- Čardačište – római fémműves műhely és a Čifutsko Groblje-i középkori temető maradványai. A római műhelyől épület alapfalai és a fém megmunkálásakor keletkezett salak maradt. Korát a 2. – 4. századra tették a szakemberek. Ennek közelében a Čifutsko Groblje temetőben mintegy száz darab, nyugat-keleti és észak-déli tájolású késő középkori stećak sírkő maradt fenn.[6]